# Olympus OM-D E-M10 IV
Die Olympus OM-D E-M10 Mark IV ist eine spiegellose Systemkamera des Herstellers Olympus für das Micro-Four-Thirds-System. Sie ist das Nachfolgemodell der OM-D E-M10 Mark III, wurde Anfang August 2020 vorgestellt und ist seit 20. August 2020 im europäischen Handel erhältlich. Die Kamera richtet sich vor allem an Einsteiger und bietet diesen viele Assistenzfunktionen.

## Neuerungen
Die auffälligste Neuerung der OM-D E-M10 Mark IV ist der Bildsensor, der gegenüber dem Vorgängermodell mit 20 Megapixeln eine höhere Auflösung besitzt. Er entspricht den Sensoren in den größeren Modellen von Olympus.
Das Gehäuse wurde gegenüber dem Vorgänger leicht verändert, dabei wurde der Griffwulst vergrößert. Die Abmessungen blieben nahezu gleich, das Gewicht reduzierte sich leicht. Die OM-D E-M10 Mark IV enthält den TruePic-VIII Bildprozessor, der auch in der Olympus OM-D E-M5 Mark III enthalten ist. Die Serienbildrate stieg bei Verwendung des mechanischen Verschlusses marginal von 8,6 auf 8,7 Bilder pro Sekunde, mit dem elektronischen Verschluss erreicht sie bis zu 15 Bilder pro Sekunde.
Der Monitor auf der Rückseite der Kamera kann wie beim Vorgängermodell vertikal geneigt werden, neu ist dabei die Möglichkeit, ihn für Selfie-Aufnahmen um 180 Grad nach unten zu neigen. Erstmals ist bei einer Kamera der OM-D E-M10 Reihe das Laden des Akkus in der Kamera über die USB-Schnittstelle möglich.
Von der OM-D E-M1 III wurden die bessere Gesichtserkennung sowie ein schnellerer Speicherkartenslot (UHS-II) übernommen. Verbessert wurden nach Angaben des Herstellers auch die Kamera-interne Bildstabilisierung und der Autofokus.
Die Steuerung der Kamera von Smartphones, Tablet-PCs oder Computern aus ist weiterhin über eine WLAN-Verbindung möglich. Zusätzlich besitzt sie die mit der Olympus OM-D E-M1X eingeführte Bluetooth-Schnittstelle zur Kopplung mit der Olympus Image Share App.